# وارد باوينز
وارد باوينز (مواليد 4 مايو 1993) هو سبّاح بلجيكي، مثّل بلاده في الألعاب الأولمبية الصيفية 2012.

## روابط خارجية
وارد باوينز على موقع الاتحاد الدولي للسباحة (الإنجليزية)
- وارد باوينز على موقع SwimRankings.net (الإنجليزية)
- وارد باوينز على موقع أوليمبيديا (الإنجليزية)